# 花咲く家族
『花咲く家族』（はなさくかぞく）は、1947年に公開された千葉泰樹監督の日本映画。

## スタッフ
- 監督 - 千葉泰樹[1]
- 脚本 - 棚田吾郎[1]
- 企画 - 市川久夫[1]
- 撮影 - 峰重義[1]
- 音楽 - 斎藤一郎[1]
- 美術 - 高橋康一[1]
- 録音 - 長谷川光雄[1]
- 照明 - 安藤真之助[1]
- 編集 - 辻井正則、香川唱平[4]

## キャスト
- 瀧花久子 - 篤子[1]
- 若原雅夫 - 徹也（篤子の長男)[1]
- 折原啓子 - 多枝子（徹也の妻）[1]
- 千明明子 - 貞子[1]
- 三條美紀 - 綾子（篤子の長女）[1]
- 小林桂樹 - 謙治（篤子の次男）[1]
- 町田博子 - 糸や[1]
- 吉川公一郎 - 逸平（篤子の弟）[1]
- 橘喜久子 - つね子[1]
- 植村謙二郎 - 河野信明[4]
- 相馬千恵子 - 恵子[1]
- 梅澤雅子[4]

## 受賞歴
- 1947年度 第21回キネマ旬報賞
  - 日本映画ベスト・テン9位　『花咲く家族』（千葉泰樹監督）[5]